# قره تکان (خلخال)
قره تکان یک منطقهٔ مسکونی در ایران است که در دهستان خورش رستم شمالی واقع شده‌است. براساس سرشماری مرکز آمار ایران در سال ۱۳۹۵، قره تکان 623 نفر جمعیت دارد.